# Norma Broude
Norma Broude (Nova York, 1 de maig de 1941) és una històriadora de l'art americana, reconeguda també com a acadèmica feminista. La seva especialitat és la pintura francesa i italiana del segle xix. Actualment és professora emèrita d'història de l'art de l'American University a Washington DC, on havia ensenyat des de 1975. Broude, conjuntament amb Mary Garrad, han estat unes de les primeres figures del moviment feminista nord-americà i, alhora, han promogut la redefinició de la història de l'art feminista.

## Formació
Estudià Història de l'Art i anglès al Hunter College i el màster i doctorat en Història de l'Art a la Universitat de Colúmbia. La seva tesi (defensada el 1967) fou sobre els pintors italians precurssors de l'impressionisme, sota la direcció de Theodore Reff.

## Carrera professional
Professora des de 1975 i fins a la seva jubilació a l'American University (Washington DC), també havia treballat breuement a l'Oberlin College (Ohio) i al Vassar College (Nova York). Està vinculada amb moltes associacions i organitzacions, entre les quals destaquen aquestes col·laboracions: és membre de The Art Bulletin Advisory Committee entre 1996 i 1998, membre del comitè de The Miriam Schapiro Archive for Women Artists Endowment (des de 2004 endavant), membre del comitè científic de The Woman's Art Journal des del 2006, així com membre honorària de The Feminist Art Project, també des del 2006.
Norma Broude és coneguda per les seves publicacions sobre els impressionistes: Edgar Degas, Gustave Caillebotte, Mary Cassatt i Georges Seurat. A més a més, des del 1982, Broude ha col·laborat àmpliament amb Mary Garrad, publicant moltes obres sobre feminisme en la història de l'art que actualment poden considerar-se clàssics de la disciplina. La seva obra més notable és, potser, The Expanding Discourse: Feminism and Art History. Gràcies a totes dues, se celebra de forma bianual un congrès d'història de l'art feminista en què es promou el debat no només sobre l'art, sinó també sobre pedagogia de l'art d'una manera interdisciplinar. En aquesta mateixa línia, també ha estat comissària d'algunes exposicions, entre les quals destaquen Claiming Space: Some American Feminist Originators a l'American University Art Museum (2007-2008).

## Premis
- 2000 – Committee on Women in the Arts presented their annual recognition award at the College Art Association.[3]
- American University, CAS Nominee for the University's year 2000 Outstanding Scholarship, Research and Other Professional Contributions Award
- Mississippi Institute of Arts and Letters. Award in non-fiction category for The Power of Feminist Art. 1995.
- The Women's Caucus for Art, Mid-Career Achievement Award, 1992.
- Award for Outstanding Scholarship, Research, and Other Professional Contributions, The College of Arts and Sciences, The American University, Academic Year 1991-92.
- Mellon Senior Scholar Award, College of Arts and Sciences, The American University, 1989.
- 1981 – National Endowment for the Humanities.
- 1962 – Scholarship Woodrow Wilson National Fellowship Foundation.

## Publicacions
- Gustave Caillebotte: And the Fashioning of Identity in Impressionist París, Norma Broude 2002, ISBN 978-0-81353-0-185
- The Power of Feminist Art: The American Movement of the 1970s, History and Impact, amb Mary D. Garrard 1996, ISBN 978-0-8109-2659-2
- The Expanding Discourse: Feminism and Art History, amb Mary D. Garrard 1992, ISBN 978-0-06430-2-074
- Impressionism: A Feminist Reading: The Gendering of Art, Science, and Nature in the Nineteenth Century, Norma Broude 1991, ISBN 978-0-84781-3-971
- Feminism and Art History: Questioning the Litany, amb Mary D. Garrard 1982, ISBN 978-0-0643-0117-6
- Seurat in Perspective. Norma Broude 1978 ISBN 978-0-13807-1-073
- The Macchiailoli: Academcism and Modernism in Nineteenth Century Italian Painting, Norma Broude, Columbia 1967, ISBN 978-0-30003-5-476